# Андерсен, Лариса Николаевна
Лари́са Никола́евна А́ндерсен (фамилия при рождении — Адерсон; 1911—2012) — русская поэтесса и танцовщица первой волны эмиграции.

## Биография
Родилась в Хабаровске в семье русского офицера Николая Михайловича Адерсона. В конце 1920 года семья переехала во Владивосток, где поселилась на острове Русский.
В октябре 1922 года семья эмигрировала в Харбин, где Лариса окончила школу. С юного возраста увлекалась поэзией и балетом. Литературную деятельность начала под эгидой кружка начинающих литераторов «Молодая Чураевка». Первые стихи опубликовала в харбинском журнале «ХСМЛ» (1928. № 1). В том же году её стихи были напечатаны в нескольких номерах «Рубежа».
В конце 1920-х годов она решила сменить фамилию на более благозвучную и артистичную — Андерсен — в честь сказочника Ханса Кристиана Андерсена.
В начале 1930-х годов Андерсен переехала в Шанхай, где вышел сборник её стихов «По земным лугам» (1940).
В 1956 году вышла замуж за сотрудника французской морской компании Messageries Maritim Мориса Шеза (Chaize). Много лет провела в разных странах, куда был командирован её муж, в том числе в Индии, Африке, Вьетнаме, Таити. С 1971 года поселилась во Франции, где проживала в местечке Исенжо (Овернь). После отъезда из Китая литературным творчеством почти не занималась.
Умерла в госпитале в городке Ле-Пюи-ан-Веле (в 25 километрах от Исенжо).

## Оценка и память
Александр Вертинский называл поэзию Лариссы Андерсен «Божьею Милостью талантом». Она была знакома со Святославом Рерихом, Всеволодом Ивановым, Арсением Несмеловым, Ириной Одоевцевой. Вокруг неё всегда царила атмосфера восхищения и влюблённости. Белая Яблонька, Джиоконда, Сольвейг, Горний Ангел, Печальный Цветок — вот лишь неполный список имён, которыми величали Андерсен современники: Алексей Ачаир, Георгий Гранин, Валерий Перелешин, Николай Петерец, Александр Вертинский. О ней оставили воспоминания Валерий Перелешин, Виктор Петров, Вера Серебрякова, Юстина Крузенштерн-Петерец, Наталья Ильина, Елена Таскина, Владимир Слободчиков и другие харбинцы.
В 1946 году вышел сборник шанхайской группы «Остров»; по одной из версий, его название придумано Лариссой Андерсен. В сборник вошло несколько её стихотворений «на заданные темы». В отличие от других дальневосточных эмигрантов, она почти ничего не написала о Китае, Сибири, Дальнем Востоке. Её стихией была чистая лирика, внутренний мир, душевные переживания, эмоции, «жизнь сердца». Даже главная нота эмигрантской поэзии — ностальгия по России, едва слышна в её поэзии. Уже в ранней лирике Андерсен прозвучала мелодия нежной меланхолии, позже сохранившаяся во всём её творчестве. «Говорят, что если ждать и верить / То достигнешь… Вот, и я ждала» («Яблоня в цвету») или: «Сегодня день такой больной, / Такой печальный, хмурый, хилый…» («Память о весне»).
В 1986 году в США Э. А. Штейн издал книгу стихов, записанных в альбом, подаренный Лариссе Николаевне её друзьями-поэтами, — «Остров Лариссы» (пос. Оранж, Коннектикут).
Российские читатели впервые познакомились с поэзией Андерсен в сборнике прозы и поэзии дальневосточной эмиграции: «Харбин: Ветка русского дерева» (Новосибирск, 1991). В 2006 году в России вышел наиболее полный сборник её стихов, воспоминаний и писем «Одна на мосту».

### Авторские книги
- Андерсен, Ларисса Николаевна. По земным лугам [Текст] : сб. стихов / Л. Н. Андерсен. — Шанхай : [б. и.], 1940. — 56, [2] с. — 100 экз. — ББК Ш5(2=Р)53-65я44.
- Андерсен, Ларисса Николаевна. Одна на мосту [Текст] : [стихотворения, воспоминания, письма] : сб. / Л. Н. Андерсен ; Сост., вступ. ст. и примеч. Т. Н. Калиберовой ; Предисл. Н. М. Крук ; Послесл. А. А. Хисамутдинова. — М. : Русский путь : Русское зарубежье, 2006. — 470, [1] с., [26] л. фото. : ил. — ББК Ш5(2=Р)53-65я44. — ISBN 5-85887-127-5. — OCLC 777940460.
- Andersen, Larissa. Miroirs [Текст] : livre bilingue : [двуязычное изд.] :  [фр.] : [арх. 29 января 2018] = Зеркала : [пер. с рус.] : сб. / L. Andersen ; Traduction Française  Ekaterina Grigorova-Guilbert  et Martial Maynadier. — Paris : La collection le Parc, 2017. — 133 p. — ISBN 978-2-9557324-4-1.

### Публикации в антологиях
- Семеро [Текст] : сб. стихотворений : сб. разных авт. / Вст. ст. Алексея Ачаира. — Харбин : Молодая Чураевка : Христиан. союз молодых людей в Харбине, 1931. — 74, [6] с. — Содерж.: Ларисса Андерсен — С. 10 ; Нина Ильнек — С. 19 ; Наталия Резникова — С. 27 ; Николай Светлов — С. 33 ; Лидия Хаиндрова — С. 49 ; Михаил Шмейссер — С. 55 ; Николай Щеголев — С. 61 ; Содержание — С. 75. — ББК Ш5(2=Р)75-65я43.
- Остров [Текст] : сборник стихотворений : сб. разных авт. — Шанхай : [б. и.], 1946. — 292, [3] с. — ББК Ш5(2=Р)53-65я43.
- Остров Лариссы [Текст] : Антол. стихотворений поэтов-дальневост. : сб. разных авт / Под ред. Эммануила Штейна. — Orange, Conn. : Antiquary, 1988. — 189 с. : ил., портр., факс. — Авт.: Ачаир, Болт М., Валь, Георгий Гранин, Ларисса Андерсен, Мария К., Ю. Крузенштерн-Петерец, Н. Крук, И. Лесная, Василий Логинов и др.. — OCLC 741100772.
- Харбин. Ветка русского дерева [Текст] : Проза. Стихи : сб. разных авт / Сост. Д. Г. Селькина, Е. П. Таскина ; Вступ. ст. Е. Таскиной, с. 3—36. — Новосибирск : Новосиб. кн. изд-во, 1991. — 397 с., [16] л. ил. — ISBN 5-7620-0493-7. — OCLC 28632194.
- «Мы жили тогда на планете другой…» [Текст] : сб. : в 4 т. / Сост. Е. В. Витковского ; Редкол.: К. В. Ковальджи и др. ; Биогр. справки и коммент. Г. И. Мосешвили. — М. : Моск. рабочий, 1997. — Кн. 4. — 383 с. — ISBN 5-239-01672-0. — OCLC 772472839.
- Русская поэзия Китая [Текст] : Антол. : сб. разных авт / Сост. Вадим Крейд и Ольга Бакич. — М. : Время, 2001. — 718, [1] с. — (Поэтическая библиотека. Русская зарубежная поэзия). — ББК Ш5(2=Р)53-65я43. — ISBN 5-94117-009-2. — OCLC 231928792.